# Diócesis de Le Mans
La diócesis de Le Mans (en latín: Dioecesis Cenomanensis y en francés: Diocèse du Mans) es una circunscripción eclesiástica de la Iglesia católica en Francia. Se trata de una diócesis latina, sufragánea de la arquidiócesis de Rennes. Desde el 3 de abril de 2023 su obispo es Jean-Pierre Vuillemin.

## Territorio y organización

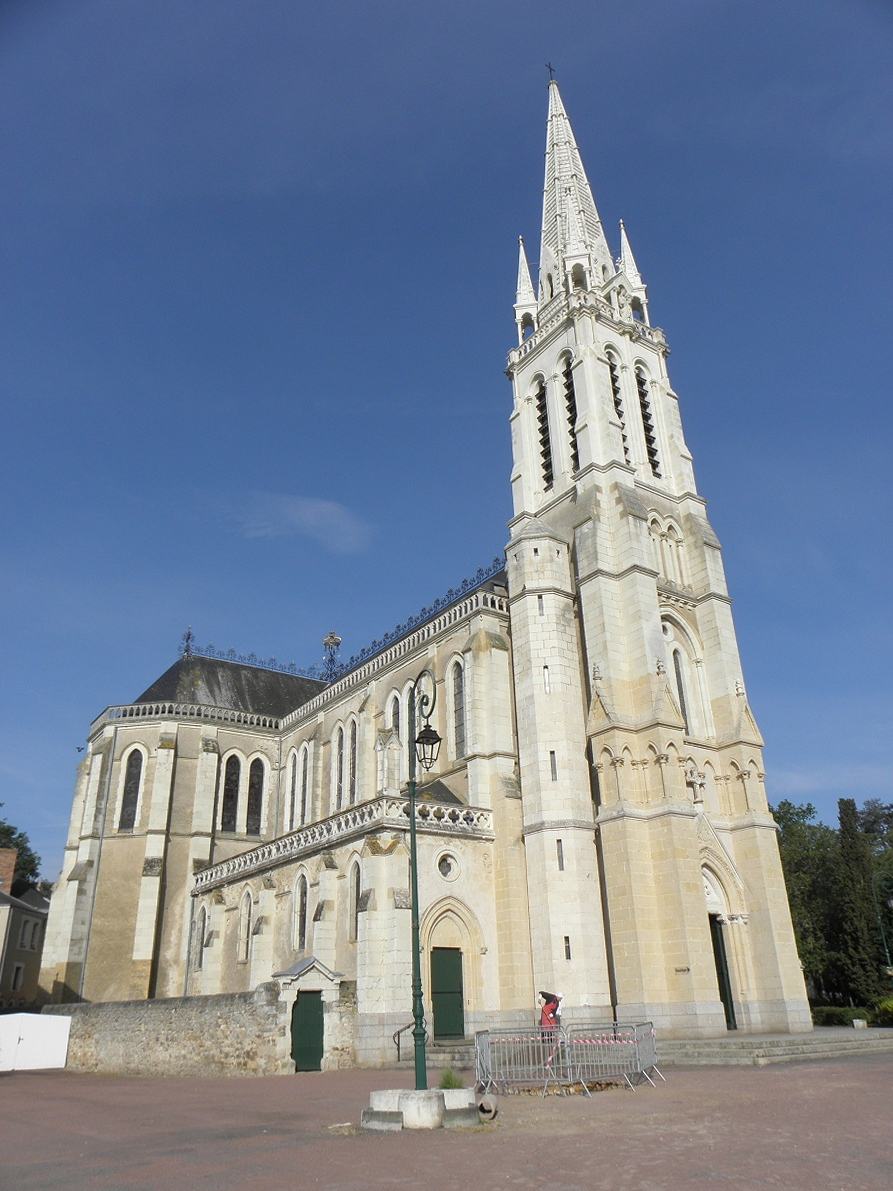
Basílica de Nuestra Señora del Roble, en Vion

La diócesis tiene 6206 km² y extiende su jurisdicción sobre los fieles católicos de rito latino residentes en el departamento de Sarthe en la región de Países del Loira.  

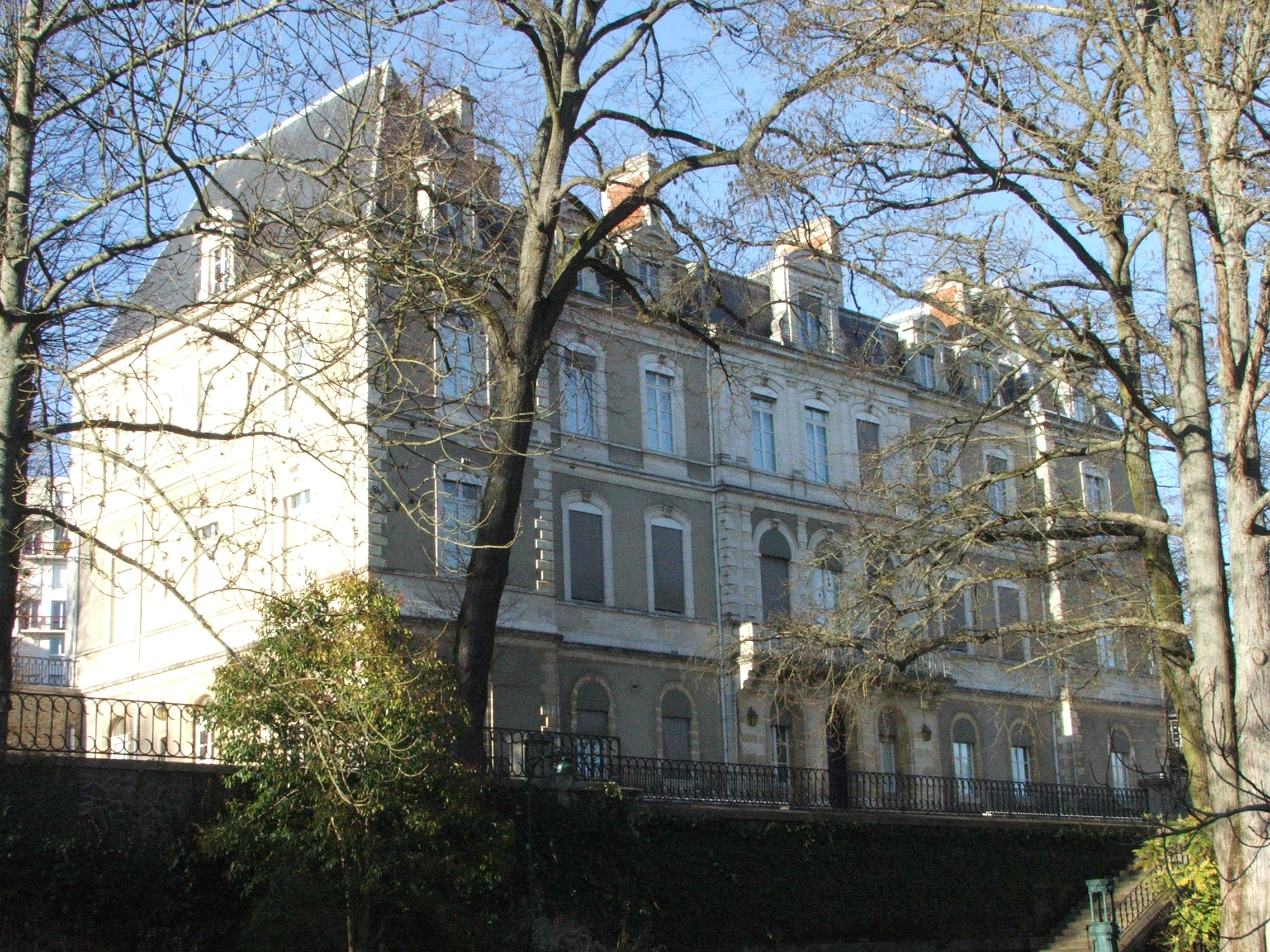
Antiguo palacio episcopal de Le Mans, hoy sede del museo Tessé

La sede de la diócesis se encuentra en la ciudad de Le Mans, en donde se halla la Catedral de San Julián. En Vion se halla la basílica de Nuestra Señora del Roble.

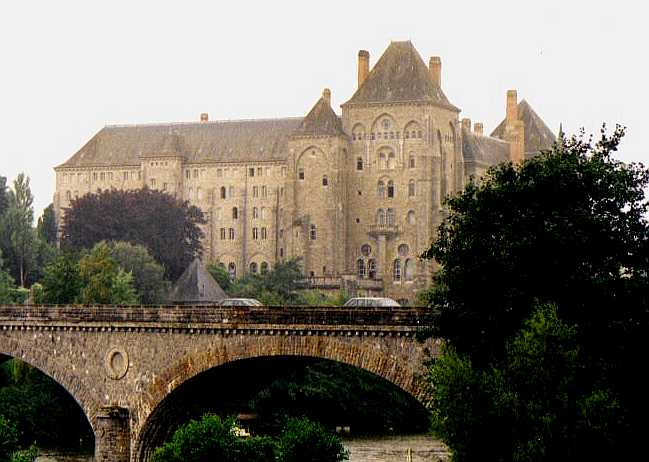
Abadía de Solesmes, construida como simple priorato en 1010, se convirtió en abadía en el gracias a la obra de Prosper Guérange, que restauró la orden benedictina francesa tras la Revolución

En 2021 en la diócesis existían 93 parroquias agrupadas en 13 decanatos.

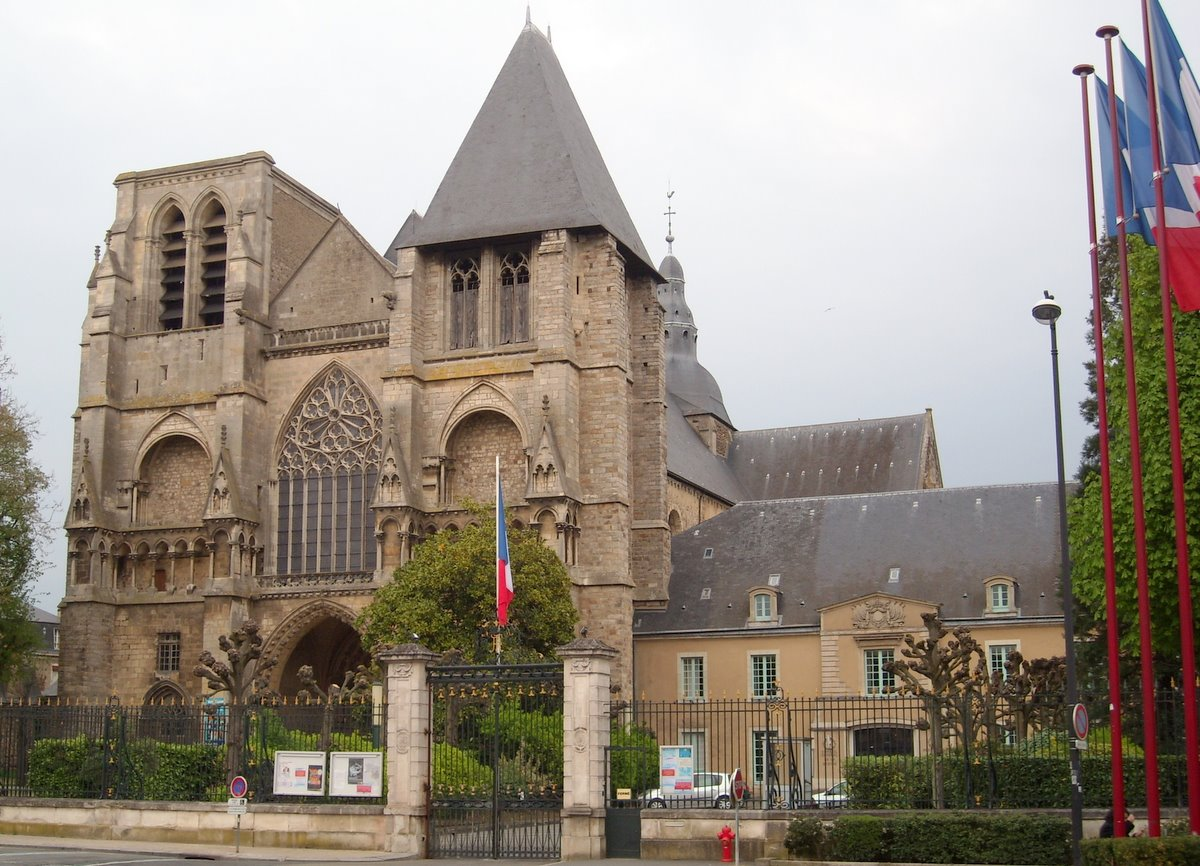
Iglesia de Nuestra Señora de la Costura, en Le Mans

## Historia

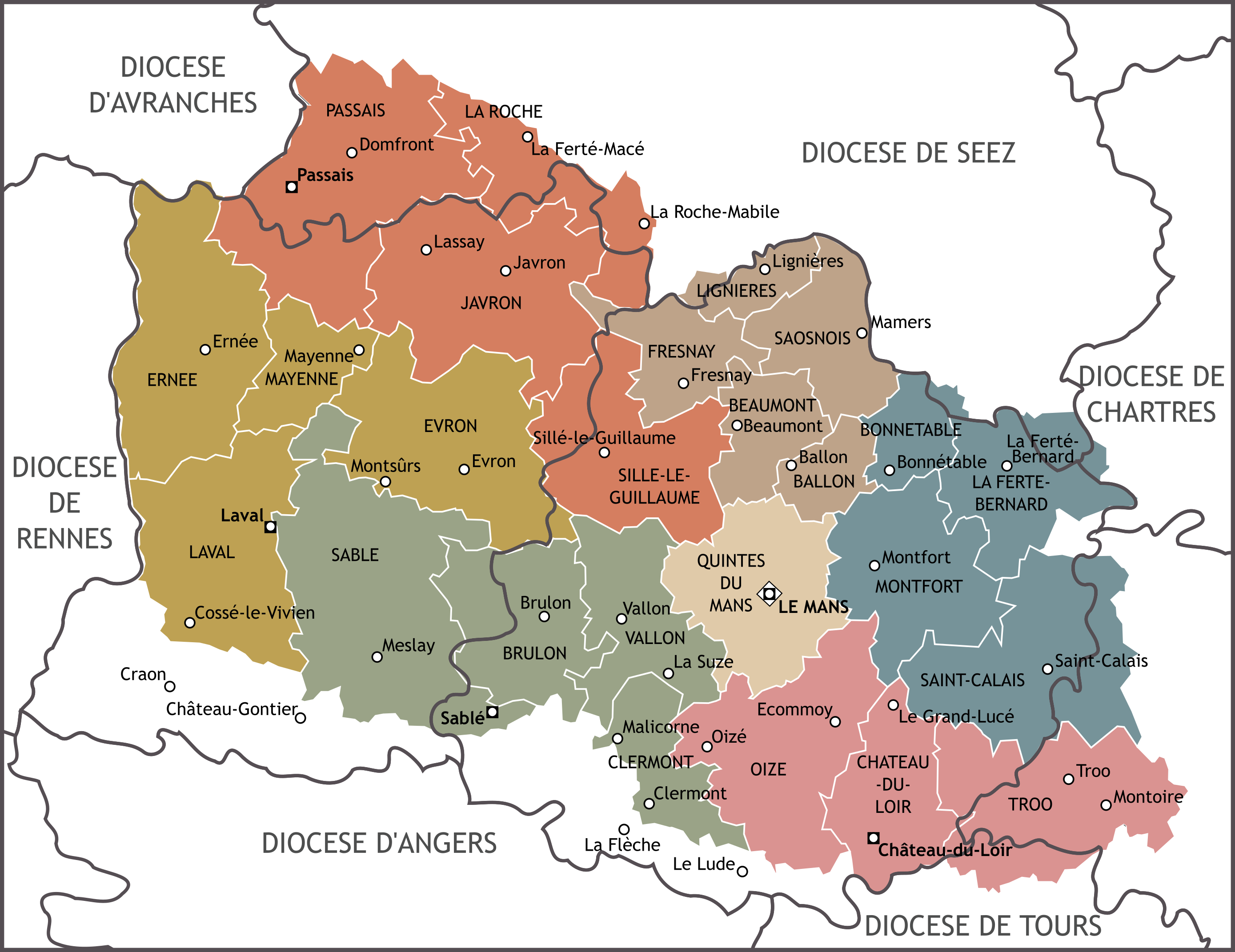
Antigua diócesis de Le Mans antes de 1790

La diócesis fue fundada en la antigüedad. La tradición y los antiguos catálogos episcopales transmiten los nombres de algunos santos obispos, que se remontan hacia mediados del siglo IV, cuyas tumbas fueron descubiertas en la antigua catedral por el obispo Aldrico hacia mediados del siglo IX; entre estos el del protoobispo san Julián. El primer obispo históricamente documentado es San Víctor (Victurius), que participó en el Concilio de Angers en 453 y en el de Tours en 461.
Vindunum, capital del pueblo celta de los cenómanos, fue una civitas de la provincia romana de la Galia Lugdunense III, como lo demuestra la Notitia Galliarum de principios del siglo V. Tanto desde el punto de vista religioso como civil, Le Mans dependía de la provincia eclesiástica de Tours.
Hacia finales del siglo VI surgió la figura del obispo Bertrand; construyó la basílica de los Santos Pedro y Pablo, hoy conocida como la "Iglesia de la Costura", en cuya cripta reposan los restos del obispo.
Los ermitaños jugaron un papel importante en la evangelización del campo en el siglo VI; entre ellos destacaron los santos ermitaños Fraimbault, Calais, Céneré, Siviard y Léonard.
Durante la Alta Edad Media Le Mans fue el centro del culto a santa Escolástica, cuyo cuerpo fue llevado a la ciudad en el año 660. A mediados del siglo IX los normandos destruyeron el monasterio que albergaba las reliquias. En 874 una parte de las reliquias fue desmembrada para una donación al monasterio de Juvigny les Dames. El resto se conservaba en la colegiata de San Pedro, en el interior de la ciudadela de Le Mans. Un violento incendio azotó la ciudad el 3 de septiembre de 1134 y de las reliquias sólo quedaron unos pocos huesos calcinados. Sin embargo, el culto sobrevivió: el 11 de julio de 1464 se erigió una cofradía en honor a santa Escolástica, que el 23 de noviembre de 1876 fue declarada patrona de la diócesis.
A principios del siglo XI se fundó una de las abadías más renombradas de Francia, la de Solesmes. En los siglos XII y XIII se produjo otro importante florecimiento monástico, especialmente gracias a los monjes cistercienses.
La catedral de estilo gótico fue construida entre los siglos XIII y XV.
En 1603 se fundó el famoso colegio de La Flèche, dirigido por los jesuitas. Tuvo entre sus alumnos a René Descartes, el príncipe Eugenio y Marin Mersenne.
Durante el largo episcopado de Montenard de Tressan (1672-1712), se estableció el seminario diocesano.
Tras el concordato mediante la bula Qui Christi Domini del papa Pío VII del 29 de noviembre de 1801, la diócesis se encontró coincidiendo con los departamentos de Sarthe y Mayenne; por ello cedió porciones de su territorio a las diócesis de Séez, Orleans, Tours y Chartres, incorporando parte del territorio de la diócesis de Angers.
El 30 de junio de 1855 cedió otra parte de su territorio, correspondiente al departamento de Mayenne, para la erección de la diócesis de Laval mediante la bula Proprium fuit semper del papa Pío IX.
El 8 de diciembre de 2002, con la reorganización de los distritos eclesiásticos franceses, la diócesis pasó a formar parte de la provincia eclesiástica de Rennes.

## Estadísticas
Según el Anuario Pontificio 2022 la diócesis tenía a fines de 2021 un total de 371 760 fieles bautizados.
| Año                                                                             | Población            | Población | Población      | Sacerdotes | Sacerdotes    | Sacerdotes    | Bautizados por sacerdote | Diáconos permanentes | Religiosos | Religiosos | Parroquias |
| Año                                                                             | Bautizados católicos | Total     | % de católicos | Total      | Clero secular | Clero regular | Bautizados por sacerdote | Diáconos permanentes | Varones    | Mujeres    | Parroquias |
| ------------------------------------------------------------------------------- | -------------------- | --------- | -------------- | ---------- | ------------- | ------------- | ------------------------ | -------------------- | ---------- | ---------- | ---------- |
| 1949                                                                            | 375 391              | 412 214   | 91.1           | 605        | 485           | 120           | 620                      |                      | 258        | 2895       | 401        |
| 1969                                                                            | 420 000              | 461 839   | 90.9           | 421        | 328           | 93            | 997                      |                      | 152        | 1400       | 160        |
| 1980                                                                            | 416 000              | 490 385   | 84.8           | 275        | 275           |               | 1512                     |                      | 40         | 1301       | 388        |
| 1990                                                                            | 428 000              | 539 000   | 79.4           | 345        | 234           | 111           | 1240                     | 3                    | 151        | 1100       | 388        |
| 1999                                                                            | 375 000              | 536 000   | 70.0           | 280        | 187           | 93            | 1339                     | 21                   | 94         | 662        | 125        |
| 2000                                                                            | 370 900              | 529 900   | 70.0           | 271        | 182           | 89            | 1368                     | 22                   | 90         | 649        | 125        |
| 2001                                                                            | 370 900              | 529 900   | 70.0           | 262        | 175           | 87            | 1415                     | 23                   | 88         | 617        | 121        |
| 2002                                                                            | 381 000              | 529 900   | 71.9           | 258        | 173           | 85            | 1476                     | 23                   | 86         | 502        | 119        |
| 2003                                                                            | 370 000              | 529 000   | 69.9           | 245        | 166           | 79            | 1510                     | 23                   | 80         | 566        | 116        |
| 2004                                                                            | 370 000              | 529 000   | 69.9           | 237        | 163           | 74            | 1561                     | 23                   | 75         | 741        | 113        |
| 2013                                                                            | 361 900              | 555 000   | 65.2           | 136        | 119           | 17            | 2661                     | 33                   | 18         | 394        | 98         |
| 2016                                                                            | 366 232              | 569 035   | 64.4           | 134        | 115           | 19            | 2733                     | 31                   | 45         | 361        | 102        |
| 2019                                                                            | 364 300              | 567 561   | 64.2           | 112        | 93            | 19            | 3252                     | 31                   | 264        | 290        | 94         |
| 2021                                                                            | 371 760              | 579 120   | 64.2           | 79         | 79            |               | 4705                     | 30                   | 245        | 290        | 93         |
| Fuente: Catholic-Hierarchy, que a su vez toma los datos del Anuario Pontificio. |                      |           |                |            |               |               |                          |                      |            |            |            |